# いすゞ病院
いすゞ病院（いすずびょういん）は、東京都品川区にある医療機関。いすゞ自動車株式会社が経営する企業立病院である。北里大学病院や東邦大学医療センター大森病院との連携がある。地域住民にも開かれており、品川区の区民健診の一部を受診できる。そのほか、人間ドックや一般健康診断等受けることができる。

## 沿革
- 1944年（昭和19年）4月1日 - 川崎市所在の佐藤病院を買収、いすゞ病院を創立。（戦時中に焼失）
- 1945年（昭和20年） - 診療所として再開。
- 1948年（昭和23年）9月 - 現在の大森に病院を再建。本格的な医療設備を整備。
- 1991年（平成3年）7月 - 現所在地での新病院が完成。病棟102床で開院。
- 2003年（平成15年） - 病棟1単位の60床に改める。
- 2017年（平成29年） - 大規模修繕を実施。健診フロアを4Fにリニューアルし、病床数を20床に削減。

## 診療科
- 内科（消化器・糖尿病・呼吸器・循環器）
- 神経内科
- 外科
- 整形外科
- リハビリテーション科
- 眼科
- 皮膚科

## 医療機関の指定等
- 保険医療機関
- 労災保険指定医療機関
- 身体障害者福祉法指定医の配置されている医療機関
- 生活保護法指定医療機関
- 医療保護施設
- 結核指定医療機関
- 原子爆弾被害者一般疾病医療取扱医療機関
- 公害医療機関

## 交通アクセス
- 東日本旅客鉄道（JR東日本）京浜東北線大森駅下車、徒歩5分。
- 京急本線大森海岸駅下車、徒歩5分。